# Христо Бисеров
Христо Дамянов Бисеров е български политик, народен представител в периодите 1991 – 2000 и 2005 – 2013 година.

## Биография
Член е на Националния съвет на Зелената партия (1990 – 1991), която тогава е част от Съюза на демократичните сили. След като ЗП напуска СДС, става член на новата Консервативна екологична партия. Главен секретар е на СДС от 1994 до 2000 г. През 2000 година призовава тогавашния премиер Иван Костов да подаде оставка. Разривът във взаимоотношенията им достига връхна точка на 27 февруари 2001 година, когато той и Йордан Цонев са изключени с решение на Националния изпълнителен съвет на СДС.
През 2005 година влиза отново в парламента като член на Движението за права и свободи. Става заместник-председател на партията. Според съобщение от пресцентъра на ДПС от 3 ноември 2013 г., неговите ръководители Ахмед Доган (почетен председател) и Лютви Местан (председател) са приели оставка му и са го освободили от длъжностите му заместник-председател и член на Централния съвет и на Централното оперативно бюро. Три дни по-късно Бисеров напуска Народното събрание, на което е заместник-председател. Не са посочени конкретни причини, мотивите не били политически, а лични.
На 7 ноември 2013 прокуратурата съобщава, че ДАНС е предоставила писмена справка за евентуално извършено престъпление против финансовата и данъчната система. Бисеров и доведеният му син Ивайло Главников са превеждали пари от две европейски страни и Сейшелските острови. Прокуратурата образува досъдебно производство за данъчни престъпления и пране на пари. Същата вечер БНР съобщава, че Бисеров вероятно е напуснал страната. Това обаче се оказва невярно – в следващите дни журналисти намират и снимат Бисеров, а в средата на ноември той е извикан и се явява вследствието, при голям медиен интерес. На 1 декември 2015 г. Бисеров е обявен за невиновен от Софийския градски съд по трите му отправени обвинения.
По образование е юрист, бил е практикуващ адвокат. Ползва френски, руски, турски език. Женен е за Мария Иванова Добрева-Бисерова, от която има син – Дамян Христов Бисеров, роден 1989 година. Роденият през 1975 година Ивайло Главников е син на Мария Добрева от предишен брак.